# تلاوي
تلاوي (بالإنجليزية: Telavi)‏ هي مستوطنة تقع في جورجيا في منطقة كاخيتي. يقدر عدد سكانها بـ 19,629 نسمة .

## المدن التوأمة
مدن بيبراخ آن در ريس، نابا، كاليفورنيا وسانتا كولوما دي جرامانيت هي مدن توأمة لـتلاوي.

## أعلام
- غيفي تشوخيلي
- كاخي أساتياني
- نيكولوز جيلاشيفيلي